# Beneško obzidje Nikozije
Beneško obzidje je vrsta obrambnih zidov, ki obkrožajo Nikozijo, glavno mesto Cipra. Prva mestna obzidja so bila zgrajena v srednjem veku, vendar jih je Beneška republika sredi 16. stoletja popolnoma obnovila. Obzidje je še vedno večinoma nedotaknjeno in sodi med najbolje ohranjene renesančne utrdbe v vzhodnem Sredozemlju. So glavna turistična znamenitost.
Nikozija je bila tako kot Palmanova v Italiji in Valletta na Malti praktičen primer idealnega renesančnega mesta. To je bilo posledica njegovih utrdb in urbanega življenja v mestu.

## Zgodovina
Prva utrdba v Nikoziji je bil grad, zgrajen leta 1211, v  času  Lusignanov. Velik stolp z imenom Margaretin stolp je zgradil kralj Peter I. leta 1368. Peter II. je zgradil prve utrdbe, ki obkrožajo celo mesto in porušil tudi Margaretin stolp.
Ciper je postal del Beneške republike leta 1489. Čeprav so beneški guvernerji mesta poudarjali potrebo po utrditvi mesta, sprva ni bilo nič narejenega za izboljšanje utrdb. To se je spremenilo po velikem obleganju Malte leta 1565, ko se je povečal strah pred osmansko širitvijo in so številne krščanske države v Sredozemlju začele krepiti svoje utrdbe.
Leta 1567 so se Benečani odločili, da mesto okrepijo, in italijanskim vojaškim inženirjem Giulio Savorgnanu in Francescu Barbaroju naročili, naj oblikujejo nove utrdbe. Srednjeveške utrdbe, za katere so se inženirji zdeli neustrezne za obrambo mesta, so bile porušene, da so omogočile nove zidove. Benečani so v mestu porušili tudi več hiš, cerkva in palač ter stavbe, ki ležijo zunaj novih obzidjev, tako za pridobivanje gradbenega materiala kot za jasnejše vidno polje za obrambo mesta.
Hkrati je bila reka Pedieos preusmerjena zunaj mesta, da bi prebivalce zaščitila pred poplavami in zapolnila jarek, ki je obkrožal novo obzidje.
Četrta osmansko-beneška vojna je izbruhnila, ko so bile utrdbe še nedokončane. Osmani pod vodstvom Piali paša so napadle Ciper 1. julija 1570 in 22. julija začele oblegati Nikozijo. Mesto je zdržalo do 9. septembra, ko so Osmani prebili zid v bastijonu Podocattaro. Osmani so nato pobili branilce in zajeli preostale prebivalce.
Po koncu obleganja je Lala Mustafa paša v mestu pustil posadko s 4000 vojaki in 1000 konjeniki. Mesto je nato začelo nazadovati. Čeprav so Osmanlije po obleganju popravili utrdbe, so bile do začetka 17. stoletja »porušene ali propadle« in mesto je bilo praktično brez obrambe.
Sredi 19. stoletja je mesto začelo oživljati. Še vedno je bilo zaprto znotraj obzidja, ko so Britanci leta 1878 zasedli Ciper. Leta 1879 so odprli vrata blizu Pafoških vrat, da bi olajšali dostop do okolice. Nadaljnje odprtine so bile narejene znotraj obzidja v 20. stoletju.

## Lega
Beneško obzidje Nikozije ima krožno obliko, obseg okoli 5 km. Obzidje vsebuje enajst peterokotnih bastijonov z zaobljenimi oriloni, podobno kot bastijoni Palmanove. Bastijoni so poimenovani po enajstih družinah, stebrih italijanske aristokracije v mestu, ki so donirale sredstva za gradnjo obzidja. Enajst bastijonov je:
- Bastijon Caraffa
- Bastijon Podocattaro
- Bastijon Constanza
- Bastijon D'Avila
- Tripolski bastijon
- Bastijon Roccas
- Bastijon Mula
- Kvirinijev bastijon
- Bastijon Barbaro
- Bastijon Loredan
- Bastijon Flatro

Od bastijona Caraffa do Tripolskega obzidje leži v južni polovici mesta v Republiki Ciper. Od bastijona Roccas do Loredan leži na severu, ki ga zasedajo Turki, medtem ko bastijon Flatro leži v tamponski coni ZN.
Mesto ima tri vrata:
- Pafoška vrata (Porta San Domenico)
- Vrata Famagusta (Porta Guiliana)
- Kyrenijska vrata (Porta del Proveditore)

Strokovnjaki menijo, da je obzidje odličen primer vojaške arhitekture 16. stoletja. Njegova zasnova vključuje posebne inovativne tehnike, ki označujejo začetek renesančne dobe v gradnji utrdb. Sem spada namestitev vrat z bastijonoma ob strani, tako da bi jih bilo lažje zaščititi v času obleganja in pustiti zgornjo polovico obzidja neobdelanega z zidom, da bi povečali njegovo sposobnost absorbiranja udarcev iz topovskih strelov.
Kljub temu so imele utrdbe več pomanjkljivosti, predvsem ker so bile še vedno nepopolne, ko so jih zajeli Osmani. Bastijoni nimajo piazza-basse ali kavalirjev, kurtine pa so precej nizke v primerjavi z drugimi sodobnimi mestnimi obzidji, kot so utrdbe Herakliona in utrdbe Vallette. Utrdbe tudi niso imele nobenih zunanjih delov. 